# Jazzy Gudd

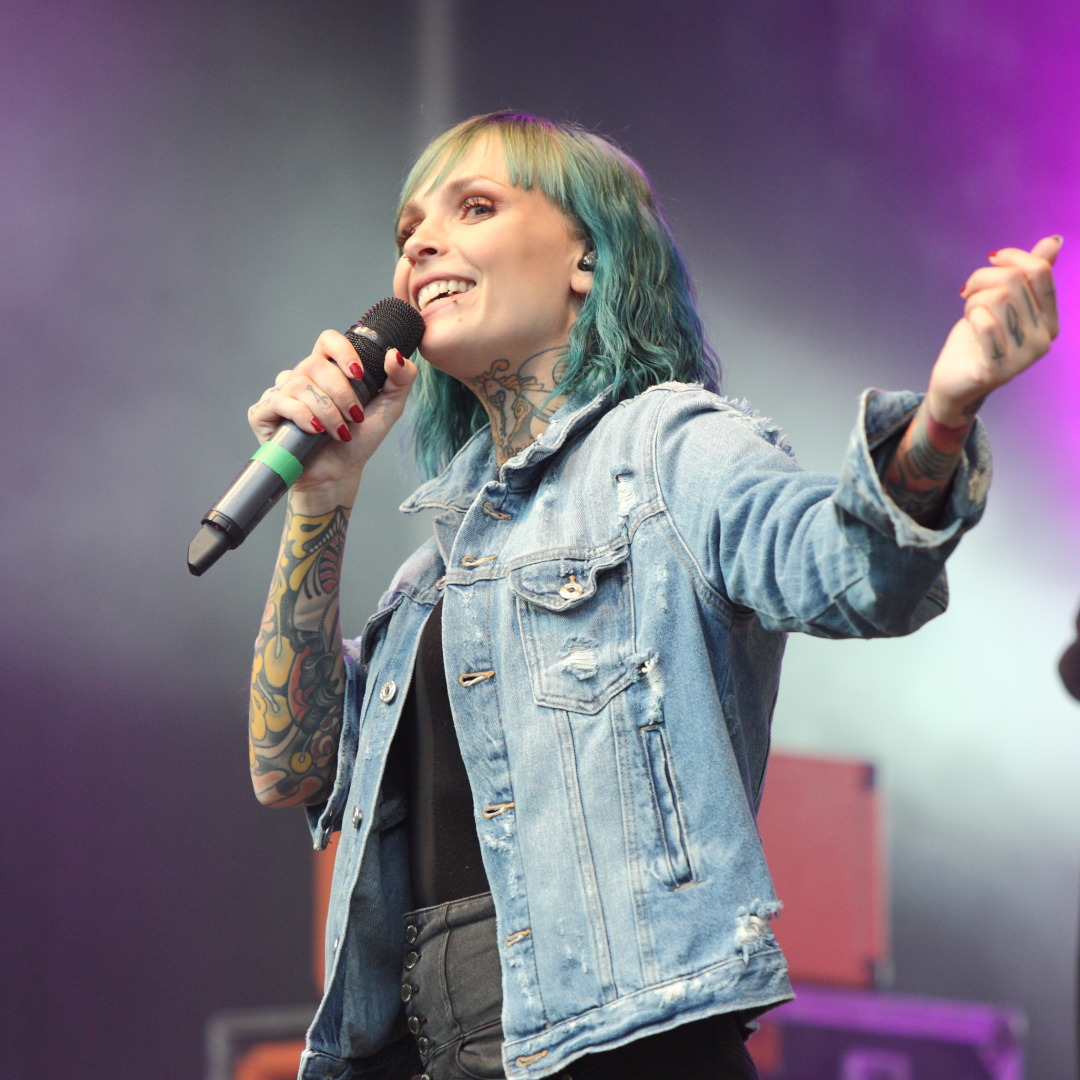
Jazzy Gudd, 2019

Jazzy Gudd, auch bekannt als Eule, (* 14. September 1989 in Berlin) ist eine deutsche Sängerin, Fernsehdarstellerin und Moderatorin.

## Biografie
Im Alter von elf Jahren war sie als Kinderreporterin in der TV-Sendung logo! zu sehen. 2015 nahm sie an der 5. Staffel der Castingshow The Voice of Germany teil und schaffte es bis in die Knockouts. Als Moderatorin war sie unter anderem im August 2017 beim Open Air WarendorfLive mit Anastacia zu sehen. Sie war die Sängerin der Rockband Arising. 
Von März 2017 bis November 2018 spielte sie die Musikerin Charlotte „Eule“ Kapel in der RTL-II-Reality-Seifenoper Berlin – Tag & Nacht. Sie gehörte zum Hauptcast der Serie.
Im Februar 2018 veröffentlichte sie als Eule die Single Stehaufmädchen, mit der sie auf Platz 64 in die deutschen Single-Charts einstieg. Ihr Debütalbum erschien im April 2018 und erreichte Platz 5 der deutschen Albumcharts.
Seit Dezember 2021 veröffentlicht sie zusammen mit der forensischen Psychologin Julia Shaw den True-Crime-Podcast Böse.

## Fernsehauftritte
- 2015: The Voice of Germany (Castingshow)
- 2017–2018: Berlin – Tag & Nacht (Fernsehserie)

## Diskografie

### Studioalben
| Jahr | Titel              | Höchstplatzierung, Gesamtwochen, AuszeichnungChartplatzierungen (Jahr, Titel, Platzierungen, Wochen, Auszeichnungen, Anmerkungen) | Höchstplatzierung, Gesamtwochen, AuszeichnungChartplatzierungen (Jahr, Titel, Platzierungen, Wochen, Auszeichnungen, Anmerkungen) | Höchstplatzierung, Gesamtwochen, AuszeichnungChartplatzierungen (Jahr, Titel, Platzierungen, Wochen, Auszeichnungen, Anmerkungen) | Anmerkungen                                             |
| Jahr | Titel              | DE | AT | CH | Anmerkungen                                             |
| ---- | ------------------ | --- | --- | --- | ------------------------------------------------------- |
| 2018 | Musik an, Welt aus | DE5 (12 Wo.)DE | AT17 (4 Wo.)AT | CH31 (3 Wo.)CH | Erstveröffentlichung: 13. April 2018 als Eule           |
| 2021 | Alles was ich bin  | DE23 (1 Wo.)DE | — | — | Erstveröffentlichung: 3. September 2023 als Jazzy Gudd1 |

### Singles
| Jahr | Titel Album                       | Höchstplatzierung, Gesamtwochen, AuszeichnungChartplatzierungen (Jahr, Titel, Album, Platzierungen, Wochen, Auszeichnungen, Anmerkungen) | Höchstplatzierung, Gesamtwochen, AuszeichnungChartplatzierungen (Jahr, Titel, Album, Platzierungen, Wochen, Auszeichnungen, Anmerkungen) | Höchstplatzierung, Gesamtwochen, AuszeichnungChartplatzierungen (Jahr, Titel, Album, Platzierungen, Wochen, Auszeichnungen, Anmerkungen) | Anmerkungen                                                              |
| Jahr | Titel Album                       | DE | AT | CH | Anmerkungen                                                              |
| ---- | --------------------------------- | --- | --- | --- | ------------------------------------------------------------------------ |
| 2018 | Stehaufmädchen Musik an, Welt aus | DE64 (1 Wo.)DE | AT72 (1 Wo.)AT | CH67 (1 Wo.)CH | Erstveröffentlichung: 2. Februar 2018 als Eule                           |
| 2022 | Bisschen wie du                   | — | — | — | Erstveröffentlichung: 11. Februar 2022 (Patrick Fabian feat. Jazzy Gudd) |

Weitere Single-Veröffentlichungen als Eule
- 2018: Musik an, Welt aus
- 2019: Fall nach oben

### Samplerbeiträge als Eule
- 2018: Feuer, Feuer! (auf Bibi & Tina Star-Edition: Die „Best-of“-Hits der Soundtracks neu vertont!)

### Singles als Jazzy Gudd
- 2017: Déjá Vu
- 2020: Okay
- 2020: Team
- 2020: Zerrissen
- 2020: Wo wollen wir hin (mit Nico Suave)
- 2021: Ganz weit draußen
- 2021: Solo (Ich date mich selbst)
- 2021: Am Tag, als Conny Kramer starb (mit Anstandslos & Durchgeknallt)
- 2021: Ganz weit draußen (Spielhagen Mix) (mit Spielhagen)
- 2021: Alter Ego
- 2021: Fühlt sich alles richtig an
- 2021: Farben
- 2021: Zeit mit dir (mit Anstandslos & Durchgeknallt, DIZE)
- 2021: Wovon sollen wir träumen (mit Mick Miles)

### Gastbeiträge
- 2021: Hier raus (mit Mrs. Nina Chartier, auf ihrem Album Plygrnd)

### Mit Arising
- 2013: Gegen den Verstand (EP)